# 北京排水集团
北京城市排水集团有限责任公司是中華人民共和國北京市一家国有基础设施建設管理企业，主要负责北京市城区雨污水管网、雨污水泵站、污水处理厂建设、运营、管理等业务。該公司其前身是1973年成立的北京市污水场站管理所，1976年更名为污水处理研究管理所。1993年12月28日，北京市排水公司成立。1999年更名为北京城市排水公司。2002年2月6日更名為北京城市排水集团有限责任公司正式挂牌成立。

## 外部連結
- 官方网站